# More Than a Feeling
"More Than a Feeling" je skladba, kterou napsal Tom Scholz a nahrála ji americká rocková skupina Boston jako hlavní singl z jejich debutového alba Boston pod vydavatelstvím Epic Records v září 1976 se skladbou "Smokin'" na B-straně. V americkém žebříčku Billboard Hot 100 dosáhla 5. místa. V současnosti je stálicí klasického rocku a v roce 2009 byla stanicí VH1 zařazena jako 39. nejlepší hardrocková píseň všech dob.

## Sestava
- Tom Scholz - akustická kytara, kytara, basová kytara
- Brad Delp - vokály
- Sib Hashian - bicí

## Pozice v žebříčcích
| Žebříček (1976-77)                    | Vrcholové pozice |
| ------------------------------------- | ---------------- |
| Austrálie (Kent Music Report)         | 11               |
| Belgie (VRT Top 30)                   | 14               |
| Kanada (RPM Top Singles)              | 4                |
| Nizozemí (Dutch Top 40)               | 11               |
| Německo (Media Control Charts)        | 15               |
| Nový Zéland (RIANZ)                   | 15               |
| Švýcarsko (Schweizer Hitparade)       | 9                |
| Spojené království (UK Singles Chart) | 22               |
| USA (Billboard Hot 100)               | 5                |

## Coververze
- Nirvana
- 'N Sync
- Sylvain Cossette
- Nav Katze
- Sleater-Kinney
- Agro
- Lunachicks
- No Mercy
- Bad Habit[9]
- Glee